# Zittenblijven
Zittenblijven of doubleren is het moeten overdoen van een schooljaar. De reden hiervoor is meestal dat de leerling de in het afgelopen schooljaar gedoceerde vaardigheden onvoldoende meester is. Ook worden sociaal-emotionele motieven soms aangedragen als reden voor doubleren. De oorzaak van doubleren wordt vaak bij het kind gezocht, terwijl juist de leerkracht een grote invloed heeft op de ontwikkeling van het kind.

## Effecten van zittenblijven
Uit onderzoek blijkt dat zittenblijven een negatief effect heeft. Onder leerkrachten en ouders bestaat echter sterk de overtuiging dat zittenblijven een goed antwoord is op lage leerprestaties bij kinderen.

Ook wordt vaak gedacht dat een jaartje extra rijpen een positief effect heeft op de sociaal-emotionele ontwikkeling, maar deze overtuiging is in strijd met beschikbaar onderzoek naar zittenblijven.
Zittenblijven is geen antwoord op het verbeteren van lage leerprestaties van kinderen.  Kinderen die doubleren presteren zelfs slechter dan kinderen die worden bevorderd naar een hogere groep. Beschikbaar onderzoek naar zittenblijven wordt nauwelijks gebruikt in de onderwijspraktijk. Er wordt zelfs gesproken van een grote kloof tussen beschikbaar onderzoek en de dagelijkse praktijk op scholen.
In 1969 was er al kritiek op het laten doubleren van kinderen. Ondanks al het onderzoek in de decennia daarna, is doubleren nog steeds een algemeen geaccepteerd verschijnsel binnen het onderwijs; In Nederland doet één op de zes basisschoolleerlingen (circa 17 procent) langer dan acht jaar over de basisschool. Op 94 procent van de basisscholen blijven leerlingen zitten. 10% van de kinderen blijft zitten in groep 2.
De zittenblijver ervaart het meestal als vervelend omdat die in een nieuwe klas komt en hun oude vrienden veel minder zullen zien. Ook moet de leerling alles overdoen, niet alleen de vakken die hij onvoldoende beheerst. Dit wordt vaak als  demotiverend en frustrerend ervaren, wat een negatieve invloed op de leerprestaties kan hebben, en zelfs tot een vicieuze cirkel kan leiden (leerling blijft zitten → leerling krijgt een hekel aan school → leidt tot slechtere cijfers → risico dat leerling opnieuw blijft zitten of dat de resultaten matig blijven → leerling krijgt een nog grotere hekel aan school → etc.).

## Beslissing
In principe ligt de beslissing op een leerling mag overgaan of niet bij de school zelf, hoewel veel landen (waaronder Nederland) wettelijke maxima kennen voor de tijd waarin de leerling in een bepaald schooltype mag doorbrengen. Tevens zijn de vereisten voor het al dan niet slagen voor eindexamens meestal direct door de overheid voorgeschreven, en zal in eindexamenklassen dus het eindexamenresultaat beslissend zijn.
De school heeft meestal buiten de examenjaren het laatste woord, en twijfelgevallen zullen dan ook meestal in lerarenvergaderingen besproken worden. Sommige scholen hanteren een wiskundig model waarin voldoendes en onvoldoendes op een bepaalde manier worden gewogen. Hieruit zal dan een bepaalde waarde rollen, en (mede) aan de hand daarvan zal de school bepalen of de leerling overgaat of niet. Uiteraard spelen ook de houding en aanleg van de leerling, eventuele zaken als taalachterstand of pesten, en in sommige gevallen de mening van de ouders een rol.
Ook maakt het uit in hoeverre de vakken waarin de leerling onvoldoende presteert van belang voor diens toekomst worden beschouwd. Traditioneel tellen de eigen taal (in Nederland dus Nederlands), Engels en wiskunde het zwaarst mee. In een van deze vakken onvoldoende presteren leidt vaak tot zittenblijven. Ook de overige talen, biologie, tekenen, scheikunde, natuurkunde, geschiedenis en aardrijkskunde tellen mee, hoewel een onvoldoende hierin vaak minder zwaar wordt aangerekend. Lichamelijke opvoeding, muziek, handvaardigheid, techniek en verzorging tellen meestal niet mee voor de overgang, maar de kans dat iemand doubleert neemt toe als hij of zij voor al deze vakken onvoldoende staat: de vakken worden van belang geacht voor de algemene ontwikkeling.
De beslissing of kinderen blijven zitten wordt beïnvloed door hun relatieve leeftijdspositie in de schoolklas: relatief jonge kinderen blijven vier keer vaker een jaar zitten, terwijl relatief oude kinderen twintig keer vaker een klas overslaan

## Alternatieven
Kritiek op zittenblijven is al vrijwel zo oud als het zittenblijven zelf. Daarom bestaan er verschillende alternatieven.
Het is allereerst mogelijk een leerling voorwaardelijk te laten overgaan. Die voorwaarde kan bestaan uit:
- Een 'taak', waarbij de leerling tijdens de zomervakantie voor een of meer vakken een bepaalde taak moet maken. Dit kan een werkstuk zijn, of oefenopgaven, een opstel, of wat de leraar het meest nuttig acht. De taak is erop gericht dat de leerling voor het betreffende vak beter voorbereid is op het komende jaar.
- Een herexamen of herhaling van een of meerdere proefwerken ('her') die tijdens het afgelopen jaar onvoldoende waren. Dit wordt meestal gezien als zwaarder dan een taak.

### Nederland
Tegenwoordig wordt overplaatsing naar een ander schooltype meer en meer gehanteerd door scholen. In brugklassen kan men zelfs in principe niet blijven zitten. De leerlingen worden 'dakpansgewijs' over brugklassen verspreid, waarbij de resultaten in de brugklas maatgevend zijn voor het schooltype dat de leerling daarna zal doorlopen. De kritiek op dit systeem luidt echter dat leerlingen worden 'veroordeeld' tot een bepaald schooltype op grond van tegenvallende prestaties in een enkel jaar. Aangezien de brugklas toch al een jaar van grote veranderingen is, is het niet verwonderlijk dat de prestaties van leerlingen dan soms ook wat minder zijn.